# Alisa Vetterlein
Alisa Vetterlein (Rheinfelden, 22 ottobre 1988) è un'ex calciatrice tedesca, di ruolo portiere.
Vestendo la maglia del Wolfsburg, nella stagione 2012-2013 ha ottenuto il treble campionato-Coppa-Champions League, ha inoltre vestito più volte la maglia delle nazionali giovanili, dall'Under-15 fino all'Under-23, conquistando con l'Under-19 il titolo di Campione d'Europa nell'edizione di Islanda 2007.
È la sorella maggiore di Laura, anch'ella calciatrice di ruolo difensore, con la quale ha condiviso le stagioni al Wolfsburg.

## Carriera

### Nazionale
Vetterlein inizia ad essere convocata dalla federazione calcistica della Germania (Deutscher Fußball-Bund - DFB) fin dal 2003, chiamata a rappresentare il proprio paese nelle nazionali giovanili, inizialmente con la Under-15, dove viene impiegata in un incontro amichevole.
Dal 2005 viene inserita nella formazione Under-17, debuttando il 11 aprile nell'amichevole vinta 3-2 sulle pari età della Danimarca, giocando complessivamente 3 incontri, tutti in quell'anno, vincendo l'edizione di quell'anno della Nordi Cup ma non avendo mai occasione di giocare un incontro ufficiale UEFA essendo il campionato europeo di categoria istituito solo nel 2008.
Sempre nel 2005 viene convocata dal tecnico Maren Meinert nella formazione Under-19, dove fa il suo debutto, ancora in amichevole, il 26 ottobre, nell'incontro dove la Germania supera per 3-1 le avversarie della Svezia. Meinert decide di inserirla in rosa nella squadra impegnata nelle qualificazioni all'Europeo di Islanda 2007, non venendo mai impiegata in questa fase ma condividendo con le compagne l'accesso alla fase finale. Il suo debutto è in Islanda, dove il tecnico la fa scendere in campo da titolare i primi due incontri del gruppo A lasciando il terzo al Jana Burmeister, venendo nuovamente impiegata nella semifinale con la Francia, vinta 4-2 ai supplementari, e nella finale del 7 luglio vinto dalle tedesche, sempre ai supplementari, per 2-0 sull'Inghilterra e festeggiando la conquista del 5º titolo continentale per la formazione Under-19 della Germania.
Grazie al risultato ottenuto la Germania ha accesso al Mondiale Under-20 di Cile 2008 e Meinert, alla quale è affidata anche la formazione Under-20, la convoca come portiere titolare assieme a Jana Burmeister e Desirée Schumann. Vetterlein viene impiegata in tutti i sei incontri disputati dalla sua nazionale condividendo con le compagne al termine del torneo il terzo posto ottenuto superando in semifinale per 5-3 le avversarie della Francia.
In seguito colleziona solo presenze in amichevole con la formazione Under-23.

## Palmarès

### Club

#### Competizioni nazionali
- Campionato tedesco: 1

Wolfsburg: 2012-2013
- Coppa di Germania: 1

Wolfsburg: 2012-2013

#### Competizioni internazionali
- UEFA Women's Champions League: 1

Wolfsburg : 2012-2013

### Nazionale
- Campionato d'Europa under 19: 1

Islanda 2007